# Melanodolius giganteus
Melanodolius giganteus är en stekelart som först beskrevs av Josef Fahringer 1936.  Melanodolius giganteus ingår i släktet Melanodolius och familjen brokparasitsteklar. Inga underarter finns listade i Catalogue of Life.